# Ban Bí thư Ban Chấp hành Trung ương Đảng Cộng sản toàn Liên bang khóa XVI (1930–1934)
Ban Bí thư Ban Chấp hành Trung ương Đảng Cộng sản toàn Liên bang khóa XVI (1930-1934) được bầu tại Hội nghị Trung ương lần thứ nhất của Ban chấp hành Trung ương Đảng Cộng sản toàn Liên bang (Bolsheviks) khóa XVI được tổ chức ngày 13/7/1930.

## Ủy viên chính thức
| Tên (sinh–mất)                 | Bắt đầu   | Kết thúc   | Thời gian       | Ghi chú                                                                    |
| ------------------------------ | --------- | ---------- | --------------- | -------------------------------------------------------------------------- |
| Karl Baumann (1892–1937)       | 13/7/1930 | 10/2/1932  | 1 năm, 212 ngày | Miễn nhiệm tại Hội nghị toàn thể lần thứ 7.                                |
| Lazar Kaganovich (1893–1991)   | 13/7/1930 | 10/2/1934  | 3 năm, 212 ngày | Bí thư thứ 2 Ban Bí thư.                                                   |
| Vyacheslav Molotov (1890–1986) | 13/7/1930 | 21/12/1930 | 161 ngày        | Miễn nhiệm chức vụ Bí thư thứ 2 và Bí thư tại Hội nghị toàn thể lần thứ 3. |
| Pavel Postyshev (1887–1939)    | 13/7/1930 | 10/2/1934  | 3 năm, 212 ngày | —                                                                          |
| Joseph Stalin (1878–1953)      | 13/7/1930 | 10/2/1934  | 3 năm, 212 ngày | Bầu Tổng Bí thư tại Hội nghị toàn thể lần thứ 1.                           |

## Ủy viên dự khuyết
| Tên (sinh–mất)               | Bắt đầu   | Kết thúc  | Thời gian     | Ghi chú                                                           |
| ---------------------------- | --------- | --------- | ------------- | ----------------------------------------------------------------- |
| Ivan Moskvin (1890–1937)     | 10/2/1932 | 2/10/1932 | 2 năm, 0 ngày | Bầu tại hội nghị lần thứ 7, và miễn nhiệm tại Hội nghị lần thứ 8. |
| Nikolay Shvernik (1888–1970) | 10/2/1932 | 10/2/1934 | 2 năm, 0 ngày | Bầu tại hội nghị lần thứ 7.                                       |